# Heliodoro Gallego
Heliodoro Gallego Cuesta, né à Villalbarba (province de Valladolid le 9 janvier 1949, est un homme politique espagnol du Parti socialiste ouvrier espagnol (PSOE). Il est maire de Palencia, en Castille-et-León.

## Biographie
Il est titulaire d'une licence en droit, marié et père de deux enfants.

## Vie politique
Membre de l'Union générale des travailleurs (UGT) et du Parti socialiste ouvrier espagnol (PSOE) depuis 1978, il occupe longtemps un siège de sénateur de Palencia. Élu une première fois le 22 juin 1986, il retrouve son siège lors du scrutin du 29 octobre 1989 et devient vice-président de la commission du Travail.
Le 6 juin 1993, il est de nouveau élu à la chambre haute des Cortes Generales, puis se voit reconduit une dernière fois le 3 mars 1996. Au cours de ce dernier mandat, il a occupé la vice-présidence de la commission de la Défense, puis de celle de la Justice. Il ne se présente pas à la réélection le 12 mars 2000.
Parallèlement à sa carrière parlementaire, il s'investit dans la vie politique municipale de Palencia, dont il est membre du conseil municipal depuis les élections du 10 juin 1987. Porte-parole du groupe municipal du PSOE de 1987 à 1991, il remporte 11 sièges sur 25 lors du scrutin du 26 mai 1991 et est investi maire de la ville. Il perd toutefois ce poste aux élections suivantes, en 1995, avec 10 élus contre 13 au Parti populaire.
Il se présente une nouvelle fois lors des élections du 10 juin 1999 et remporte 13 sièges sur 25. Le 4 juillet suivant, Heliodoro Gallego est investi pour un nouveau mandat à la tête de Palencia. Il conserve sa majorité absolue aux scrutins de 2003 et 2007.
Il est également président de la Fédération espagnole des villes et des provinces (FEMP) entre 2006 et 2007.
Le 11 juin 2011, Alfonso Polanco, du PP, lui succède.